# Nueva narrativa chilena de los noventa
El movimiento llamado Nueva narrativa chilena de los noventa corresponde a un grupo de escritores que alcanzan notoriedad en Chile al comenzar la década de 1990. Las figuras que habitualmente se asocian al grupo son Gonzalo Contreras, Alberto Fuguet, Arturo Fontaine Talavera, Carlos Franz, Ana María del Río, Carlos Cerda, Darío Oses, Marco Antonio de la Parra, José Leandro Urbina, Sergio Gómez, Pablo Azócar, entre otros. Obras emblemáticas del grupo son las novelas Santiago cero de Franz; La ciudad anterior, Gonzalo Contreras; Sobredosis (cuentos) y Mala onda, de Fuguet; Oír su voz, de Fontaine; Siete días de la señora K, de Ana María del Río; Morir en Berlín, de Cerda y Gente al acecho (cuentos) de Jaime Collyer.

## Origen
La nueva narrativa no constituye un movimiento formado en torno a un manifiesto común. El nombre fue dado por el periodismo cultural del momento a un grupo de autores disímiles, que se precian de su diversidad, de explorar caminos diferentes. Algunos han tratado explícitamente de desmarcarse de este rótulo. Sin embargo, los unen algunos criterios estéticos compartidos, aunque nadie ha sido capaz de señalar con verdadera precisión cuáles serían estos.

«Visto desde la perspectiva generacional éste es un grupo heterogéneo… cuyas edades fluctúan entre los veintinueve y los cuarenta años. Sin embargo, se puede comprobar que a pesar de la diversidad de sus preocupaciones vitales, de la variedad de espacios del universo narrativo en los que se despliegan sus ficciones… poseen algunas características comunes. La más notable es cierta forma de aproximarse al discurso social para luego absorberlo selectivamente en el texto novelesco, operación que exhibe un gran número de rasgos y estrategias narrativas del llamado postmodernismo.»

Se trata de narradores que tomaron distancia de la tradición del realismo mágico, que todavía esa era la forma habitual de encarar una novela en la época en que ellos emergen. Los seguidores de Gabriel García Márquez encontraban en ese entonces un público ya constituido que esperaba otra novela de ese estilo. Por otra parte, en los círculos más sofisticados intelectualmente se cultivaba la novela experimental, en la línea del nouveau roman de Alain Robbe-Grillet, por ejemplo. La trama y los personajes se difuminaban y el protagonista lo asumía la exploración del lenguaje reflexionando acerca del lenguaje. En contraste con estas dos tendencias, la nueva narrativa presenta cuentos y novelas que buscan ser buena literatura, y en las que no hay realismo mágico, y sí hay trama y personajes.

## El movimiento según los críticos
El crítico David Gallagher en su artículo Creating a new Chile (Creando un nuevo Chile), sostiene que estos autores “no están jugando para una galería internacional y no están obligados, por lo tanto, a desplegar estereotipos acerca de lo que Chile debería o no debería ser.” Se trata de un fenómeno surgido en Chile y sin el aval del éxito en el extranjero. Destaca en Fuguet su estilo “vivaz, coloquial y agradable de leer”. En Mala onda el protagonista “no se rebela por la gruesa banalidad de la invasiva cultura de masas norteamericana sino porque la réplica no se parece suficientemente al original”. Las vicisitudes de Matías Vicuña, narradas en un lenguaje absolutamente creíble y muy veloz, permiten asomarse a la angustia del adolescente desorientado por un mundo que no entiende y no le calza, y en el que la búsqueda de un encuentro real con el padre juega un papel central. La novela hace guiños a The Catcher in the Rye, de J.D. Salinger. José Leandro Urbina señala la “marcada ambigüedad entre lo que se rechaza y lo que se desea, objeto de permanentes fantasías que culminan en pura pasividad, en una especie de fatalismo determinista, y que hace que la decisión última del personaje respecto a su identidad se dé casi por inercia.”
Subraya Gallagher, en La ciudad anterior de Contreras, sus efectos depresivos “acumulativos” que “permanecen en la memoria como un impactante retrato del Chile provinciano que ha sido dejado de lado, y también como una metáfora tersa de lo que es la melancolía universal”. La vida de su protagonista y narrador, Carlos Feria, es de una tristeza plana, tediosa y aplastante. El primer encuentro amoroso con Teresa ocurre en un cementerio… Dice Gallagher que aunque la novela es breve se siente larga como una obra mayor por la sugerente sordidez del mundo que crea. La crítica y el público acogieron con enorme interés la novela de Contreras, que obtuvo el premio de la Revista de Libros 1991 de El Mercurio. José Donoso, uno de los miembros del jurado, destacó “su tono muy contemporáneo, de escritura inteligente y desgarrada que traza personajes y lugares que por su desolación intrigan, conmueven y convencen.” Guillermo Gotschlich sostiene que “uno de los niveles más significativos de La ciudad anterior se expresa a través del viaje por el sentido expiatorio que asume este motivo”.
Oír su voz, de Fontaine, proporciona, según Gallagher, “un soberbio retrato del Chile en rápida transformación de los años 1980… Pero no es un mero documento. Si, como lector, uno ha estado recién entre intelectuales que discuten 'el concepto de ficción', uno está más alerta cuando es llevado a la sala del directorio. Después de un rato de regateo en la mesa de dinero, uno se sonríe cuando los intelectuales discuten si el arte está en la mente o en la cosa. La yuxtaposición de los diferentes mundos permite ver a través de ellos…” Para Mario Vargas Llosa es “una novela ambiciosa y profunda que recorre todos los secretos de la sociedad chilena”.
La sutil ironía implícita en el relato es lo que le da filo a la novela y la aparta por completo de lo documental. La novela requiere un lector alerta y no ingenuo. El académico Roberto Hozven plantea que es un “narrar” como “simular que se habla de los datos…”,  un “realismo translúcido, y no realismo social o verismo”.  “Los acontecimientos son mostrados desde el ángulo de Pelayo, un observador implacable”. A propósito del momento histórico en el que transcurre, la novela explora los recovecos y misterios del poder político y económico así como del erotismo de cualquier lugar. “De alguna manera, este deseo insatisfecho del narrador protagonista se identifica con el de la novela, es decir, con el deseo inquieto que los lectores establecen con la novela…Los circuitos emblemáticos del adulterio de Oír su voz son tres: uno va de Pelayo a Adelaida, un segundo va de Aliro Toro a la máquina financiera y el tercero es el de los lectores: nuestra mórbida complicidad con su mundo glamoroso y siniestro. Los tres cumplen sus batallas de amor”.
“Oír su voz ofrece algo bastante raro en la literatura: un cuadro auténtico, no prejuiciado del mundo de los negocios” y “el sexo es descrito con un gozo escaso en la lengua española, particularmente en Chile, donde la prosa del Opus Dei es más común”, gozo cuya extrema intensidad está ligada, sin embargo, a la culpa, escribe Gallagher para el que este obra es indudablemente la “estrella de las nuevas novelas chilenas”. Jorge Edwards, por su parte, hace notar que “su estilo es agudo, conciso, inteligente. A veces parece contagiado por el nerviosismo, por el permanente y sorprendente cambio de situaciones… una picaresca del dinero”.
Casi todos estos narradores han leído literatura europea y norteamericana, en especial anglosajona. Aparte de los maestros latinoamericanos como Borges, Cortázar, Rulfo, Onetti, Vargas Llosa, Fuentes, Donoso, Puig, entre otros, estos escritores han leído con especial cuidado a Vladimir Nabokov, Philip Roth, V.S. Naipaul, Julian Barnes, Martin Amis, Bret Easton Ellis, Ian McEwan, Raymond Carver, Hanif Kureishi, J.M.Coetzee. El estilo varía bastante de un autor a otro, pero se busca una prosa convincente, clara, directa. En los relatos de Gente al acecho, Jaime Collyer cultiva un estilo irónico, divertido, y siempre ágil. “Pone por delante un narrador ameno, displicente, informado y liviano de sangre, de frases rápidas, de buena ilación, ilustradas e ingeniosas.” Del grupo es el que con mayor frecuencia recrea personajes y escenarios cosmopolitas. En el caso de Sobredosis y Mala onda de Fuguet, su proyecto requiere recoger el habla juvenil y su jerga propia. En La ciudad anterior, en cambio, Contreras trabaja un prosa elegante, insinuante, y, a la vez, sobria, sencilla y precisa, valga la paradoja.

## Un nuevo público
La nueva narrativa chilena creó un público para relatos realistas o neorrealistas y fantásticos, muchas veces cosmopolitas y contemporáneos, en los que el mundo latinoamericano ya no es visto desde lo pintoresco, arcaico y rural. En muchas de estas novelas se investiga la llegada de las formas de vida de la globalización y los cambios y fracturas, ilusiones y pérdidas, que causa en una sociedad a medio camino entre el subdesarrollo tradicional y el desarrollo. Los desgarros de la modernización, las tensiones entre el centro dominante y la periferia mimética, los efectos de la globalocalización son temas que estos autores indagan en sus novelas. En tal sentido las inquietudes presentes en sus textos se pueden vincular a las que se encuentran en la obra de V.S. Naipaul, J.M. Coetzee y Orhan Pamuk, por mencionar algunos.
Patricia Poblete, al analizar la obra de Jaime Collyer, Gonzalo Contreras, Carlos Franz y Roberto Bolaño, dice que estos escritores “se hacen cargo en sus obras de la crisis existencial propia de un sujeto que hemos llamado posmoderno. Esta crisis se manifiesta en fenómenos como el individualismo y el desapego emocional, la orfandad dilatada, el consumismo, el narcisismo, etc. Todo ello enmarcado —con más o menos énfasis, según el autor— en una época que señala el fin de los relatos omnicomprensivos y la caída de las utopías colectivas. Hablamos, en todos los casos, de una literatura de la posmodernidad, que surge bajo su alero y la reproduce en sí misma, con todos los huecos y contradicciones que aquella adopta en los países en vías de desarrollo”.
A Bolaño —que aunque nació en Chile, emigró a México en su temprana adolescencia y después se radicó en España—,  en general, no se lo considera como integrante de este grupo, porque nunca más volvió a vivir en su país natal y también porque su fama se expande desde Europa más bien hacia fines de los años 90, algo después de la irrupción de la nueva narrativa en Chile. Pese a ello, hay diversos puntos en común, como los señalados, y que comienzan a investigarse.
Analizando la obra de Fuguet, el académico Luis E. Cárcamo afirma que “en su narrativa, la velocidad con que se superponen los ambientes y la presencia frecuente de diálogos rápidos, en frases breves y/o ligeras, constituyen las condiciones retóricas que le permiten desterritorializar, descontextualizar y diluir las referencias de sus escenarios narrativos. Si la temporalidad de la narrativa de Fuguet es la de la circulación intensiva, también el tramado de los espacios obedece a dicho flujo paroxístico de los signos en la urbe del libre mercado. Lo que emerge en su cartografía ficcional es el espacio trans…”
Comentando Oír su voz, de Fontaine, el poeta Raúl Zurita dice “Hay un centro desplazado, que lo disuelve todo, pero que es terriblemente más distorsionador porque ese centro es falso… es el polo ilusorio de algo que es verdad… En 'Oír su voz' ese es el tema. Es como si allí todo, los personajes, las situaciones, los entramados, las perspectivas, no fueran sino las construcciones metafóricas de ese desplazamiento de conciencia, de ese instante infinitesimal en que frente a la verdad se opta por la ilusión de la verdad, por su reflejo”.
Es muy posible que los lectores chilenos hayan acudido a estos libros buscando ingenuamente relatos que den sentido a los sufrimientos y a las transformaciones socioeconómicas y políticas que experimentaron los chilenos bajo la dictadura que encabezó el general Augusto Pinochet (1973-1990). Como ha sostenido el crítico Julio Ortega, “Irónicamente, hoy como ayer, la novela que delata esa fractura de la fábrica social y de la racionalidad política, es al mismo tiempo el discurso que busca sostener la dispersión del sentido”. Así, por ejemplo, Morir en Berlín, de Carlos Cerda, recrea la vida del exilio chileno en Berlín Oriental durante los años de la República Democrática Alemana. “El drama que plantea 'Morir en Berlín' es entonces poder encontrarles a estas figuras, a nosotros, a este mundo una patria que no es otra que la patria del lenguaje.” Y en Oír su voz, de Fontaine, el lector imagina los quiebres y conflictos y exclusiones que se producen al interior del nuevo mundo del capitalismo, sobre todo en materias de moral y religión. Tanto en esta novela como en La señora K, de Ana María del Río, el erotismo se confunde con la búsqueda de la libertad. No es casual que la popularidad de estos autores haya coincidido con el advenimiento de la democracia después de diecisiete años de dictadura férrea. “Escribir en los ’90 —al borde del segundo milenio— pareciera un acto más utópico, más ingenuo, que la esperanza que se puso en la revolución en los años 50. (…) el acto de escribir es una búsqueda de sentido donde no lo hay, es volver inteligible la anarquía de nuestra sensibilidad ante el complejo panorama de la existencia, nuestras emociones, nuestros temores. Con ella la experiencia se vuelve legible y de algún modo, expiatoria”, escribió Gonzalo Contreras.

## Influencias
Muchos de estos escritores formaron parte, en distintos momentos, de un taller literario que dirigió José Donoso y que se transformó en un semillero de buena literatura y en un espacio de formación cultural libre en medio de la dictadura del Pinochet. Es el caso de Carlos Franz, Alberto Fuguet, Marco Antonio de La Parra, Gonzalo Contreras y Arturo Fontaine, entre otros. La editorial Planeta, gracias a la acción de su ejecutivo Ricardo Sabanes, del escritor argentino Juan Forn y del chileno Jaime Collyer, que en ese entonces trabajaban en la editorial, apuestan por una colección de “literatura que se lea”, que se llamó Biblioteca del Sur.
Por otra parte, la tertulia en el Café de la Pérgola en la Plaza Mulato Gil de Castro fue por años lugar de encuentro de varios de los miembros del grupo. A mediados de los años 1980, allí comenzaron a juntarse a almorzar los jueves el poeta Diego Maquieira y Fontaine, a los que algún tiempo después se agregaron Franz, Contreras y el filósofo y ensayista Martín Hopenhayn. Más tarde se sumó el poeta y crítico Antonio Cussen, con frecuencia aparecía allí Jorge Edwards y a veces se dejaba caer el poeta Erik Pohlhamer. La comida tenía un menú casero, económico y de calidad. El vino era bueno y no caro. En mesas vecinas del mismo restorán se encontraban pintores y artistas visuales como Gonzalo Díaz, Nuri González, Bororo, Samy Benmayor, Pablo Domínguez, Matías Pinto d'Aguiar, Benito Rojo y Hernán Puelma, entre otros. Aparecen el poeta Raúl Zurita, Jaime Collyer, el vate y profesor Virgilio Rodríguez, el profesor de literatura Ernesto Rodríguez, el escritor y arquitecto Óscar Bustamante. A poca distancia está el teatro La Comedia, del Ictus, de modo que también llegan actores como Delfina Guzmán, Nissim Sharim, Carla Cristi, Julio Jung. A menudo está en el Café la indescifrable crítica de arte Nelly Richards o el destacado crítico de arte y abogado de derechos humanos José Zalaquett, quien fue tomado preso dos veces en los años más duros de la dictadura.
En los alrededores de la Plaza había galerías, talleres de pintores, algún anticuario, la librería del encantador escritor Enrique Lafourcade y un museo antropológico en el que casi todos los anteriores tienen un lugar de privilegio asegurado. Con los años, esa “mesa de los jueves” se llenó de escritores, intelectuales y algunos amigos y amigas de los anteriores. Llegaban con regularidad más de veinte personas. Cuando Roberto Bolaño regresó a Chile y presentó una reedición de su novela La pista de hielo, lo hizo en la explanada de la Plaza del Mulato Gil, frente al Café. La presentación estuvo a cargo de un entusiasta Carlos Franz. “Fue en 1997, en Santiago, en la Plaza del Mulato Gil -una placita chueca, medio escondida, donde trastabilla la bohemia chilena sin esperanzas-,” escribirá Franz años después. Manuel Peña Muñoz en su libro Los Cafés Literarios en Chile, que estudia las principales tertulias chilenas desde 1773 en adelante y dedica todo un capítulo a la de la Plaza del Mulato Gil, sostiene que Fontaine “recrea la atmósfera de La Pérgola en su novela Oír su voz bajo el nombre de La Oropéndola.” El mismo éxito de “la tertulia del Mulato” -la gran cantidad de escritores que llegaban- le hizo perder intimidad y sentido. Eso y un cambio de dueños del local hicieron que los fundadores del grupo dejaran de asistir. La costumbre, que se había mantenido ininterrumpidamente durante algo más de quince años, se diluyó con vertiginosa rapidez.

## Un poco de historia
Arturo Fontaine Talavera recuerda un momento en que pudo estar el origen del fenómeno de la nueva narrativa chilena: “noviembre de 1988: Feria del Libro, Santiago de Chile, mesa redonda. Están, entre otros, Marco Antonio de La Parra, que ya tiene una fama establecida como dramaturgo (La secreta obscenidad de cada día, Infieles, etc.), … y los narradores Gonzalo Contreras…y yo. También ha sido invitado el escritor argentino Juan Forn. ¿De qué se habla? Mejor, ¿contra qué se habla? El posboom (no es fácil levantar cabeza después del boom) se ha caracterizado, se afirma, por una literatura de ghetto académico: ejercicios de experimentación lingüística, desprecio por la trama, desconfianza hacia la creación de personajes, actitudes punitivas respecto de la literatura como entretención, estructuras literarias y la propia escritura como temas monopólicos, apuesta por el Ave Fénix de la vanguardia, oráculos y elegías acerca de la muerte de la novela… Lo rescatable que hay en sus doctrinas se encuentra mejor -con mejor humor y genio- en el viejo Borges. Han conseguido ahuyentar a los lectores. Salvo los dispuestos a dejarse guiar por el aya, el preceptor, el crítico. En esa mesa redonda se rompen lanzas a favor de la autonomía del lector, su derecho a intentar recorrer una novela una novela por sí mismo…”
En un coloquio organizado por la Facultad de Letras de la Universidad Católica de Santiago, el 12 de noviembre de 2008, en el que participaron Gonzalo Contreras y Arturo Fontaine, Contreras afirmó que “lo que sucedió en ese entonces (a comienzos de los 90) fue que los chilenos dejaron de centrarse en los escritores extranjeros, principalmente europeos y estadounidenses, y se reconciliaron con sus propios autores, generando un pequeño boom de ventas. Esto fue lo que se llamó “la nueva narrativa chilena”. En este coloquio hubo críticas a la falta de calidad de muchas de las novelas actuales. “Si en los años sesenta la posición del escritor era “léeme si puedes”, ha habido un vuelco al “léeme por favor”, dijo Contreras. Pareciera que ya no importa algo que es fundamental: la calidad”. Por su parte, Fontaine dijo: “nos ha inundado un tipo de novelas de evasión, con lenguajes insípidos y que por lo tanto no revelan nada… Vemos, pero no descubrimos.” En la oportunidad Fontaine defendió “la búsqueda de una literatura capaz de retratar el desgarro humano”.
Con posterioridad a la eclosión de la “nueva narrativa” sus autores se dispersan, acentúan sus diferencias y el grupo se disuelve. Salvo excepciones, el gran éxito de ventas de comienzos de los años 90 no ha vuelto a repetirse. En una entrevista del 2007, Fontaine, ante una pregunta del periodista acerca de la “herencia” de la nueva narrativa, respondió: “Los últimos cuentos de Collyer y la última novela de Franz son de gran calidad. Los escritores chilenos, en general, se alejaron tanto del experimentalismo estilo Nouveau Roman como de ese realismo mágico de segunda mano que era lo que predominaba cuando apareció la Nueva Narrativa. Definitivamente se recuperó la fuerza del personaje y de la historia. Lo que hacen escritores más jóvenes, como Zambra, es continuar esa tendencia.”

## Obras posteriores
Alberto Fuguet, el más prolífico, publicará Cuentos con walkman (Planeta, 1993), Tinta roja (Alfaguara, 1996) -una novela muy bien recibida por la crítica- y que llevada al cine el año 2000 por el director Francisco Lombardi, McOndo, (Mondadori,1996) una antología de narradores latinoamericanos de gran impacto internacional, Por favor rebobinar (Alfaguara, 1998), Las películas de mi vida (Alfaguara, 2003), Cortos (Alfaguara, 2004), Apuntes autistas (Aguilar, 2007), Road Story (Alfaguara, 2007), Mi cuerpo es una celda (Norma, 2008) y Missing (Alfaguara, 2009), obra que ha tenido excelente crítica y muchos lectores. Fuguet también ha incursionado en el cine con varios cortometrajes y el largometraje Se arrienda (2205).
Gonzalo Contreras reedita su primer libro de cuentos La danza ejecutada(Planeta, 1994)- y publica las novelas El nadador (Alfaguara, 1995) y El gran mal (Alfaguara, 1998). Publica Los indicados (cuentos), (Sudamericana, 2000). Una selección de sus cuentos Cuentos reunidos apareció el 2008 por la Editorial Andrés Bello. En general, pero no siempre, los libros de Contreras han gozado del decidido y entusiasta favor de la crítica. De manera especial han sido celebrados sus cuentos (notable es "Los santos").
Jaime Collyer publicó otro libro de cuentos, La bestia en casa (Alfaguara, 1998), de rugiente acogida en la crítica y el público, las novelas Cien pájaros volando ( (1995) (criticada por sectores conservadores debido a sus escenas de zoofilia) y El habitante del cielo(Seix-Barral, 2000). El 2003 publica una selección de cuentos, Cuentos privados, y el 2005 otro volumen de relatos, La voz del amo, que obtiene el Premio Municipal de Santiago. La novela La fidelidad presunta de las partes apareció por Mondadori el 2009. La crítica ha resaltado, en particular en sus cuentos, el oficio de Collyer, su tono irónico, su inteligente sentido del humor y su notable imaginación.
Carlos Franz publicó El lugar donde estuvo el paraíso (Alfaguara, 1998), novela de notable éxito de crítica y de lectoría, llevada también al cine. Fue publicada en Italia por Feltrinelli, en Alemania por Fischer. Ha sido también publicada en holandés, chino, finés, holandés, portugués, y rumano. Luego apareció El desierto(Sudamericana, 2005) que obtuvo el premio La Nación-Sudamericana de Buenos Aires y fue reeditada por Mondadori en Barcelona. Ha sido publicada en italiano, polaco, rumano, hebreo y turco. De ella dijo Tomás Eloy Martínez que “como en toda gran novela, lo que importa… no es tanto el horizonte histórico o político donde sucede la tragedia -aunque ese horizonte sea determinante, imprescindible-, sino las pasiones que en él se desatan y que corresponden a cualquier época, a cualquier lugar, a la entraña misma de la condición humana.” La novela Almuerzo de vampiros fue editada por Alfaguara el 2007. Su elogiado libro de relatos La prisionera apareció por Alfaguara el 2008.
Arturo Fontaine Talavera sólo ha publicado después de Oír su voz la novela Cuando éramos inmortales (Alfaguara, 1998), que ha tenido una extraordinaria recepción crítica (El Mercurio de Santiago, LA NACIÓN de Buenos Aires, Babelia y ABC en España, TLS en Gran Bretaña). Pero la novela no ha conseguido la venta de Oír su voz. Alfredo Bryce Echenique dijo que era “La ambición cumplida de un gran escritor”, si bien se rumorea que esta opinión no le pertenece cien por cien. En cambio, Fontaine publicó dos libros de poemas, Tu nombre en vano (Editorial Universitaria, 1995) y Mis ojos X tus ojos (Andrés Bello, 2007).